# Monte de São Cristóvão
O Monte de São Cristóvão é o ponto mais alto (1142 m) da freguesia de Felgueiras, Município de Resende. Situa-se no norte da serra de Montemuro e é um miradouro privilegiado sobre o vale do rio Douro. Na proximidade nasce o Ribeiro de Corvo.
Neste monte existe uma pequena capela em granito, construída provavelmente antes da fundação de Portugal. É dedicada a São Cristóvão em honra do qual se realiza anualmente no local uma feira franca (25 de Julho). Próximo desta capela encontra-se o Conjunto Megalítico de Felgueiras, constituído por várias mamoas alinhadas em cromeleques.